# Манатос, Эндрю
Э́ндрю Эмма́нуэл «Э́нди» Мана́тос (англ. Andrew Emmanuel «Andy» Manatos, Андре́ас Эммануи́л Мана́тос, греч. Ανδρέας Εμμανουήλ Μανάτος; род. 7 июля 1944, Вашингтон, округ Колумбия, США) — американский государственный служащий и общественный деятель, лоббист и специалист в области связей с общественностью, CEO одной из самых влиятельных в Вашингтоне лоббистской GR/PR-фирмы «Manatos & Manatos», а также основатель и президент некоммерческой организации «The Washington Oxi Day Foundation». Был самым молодым высокопоставленным членом правительственного аппарата президента Линдона Джонсона, директором Штаба комитета в Сенате США и помощником министра торговли в кабинете президента Джимми Картера. Возглавлял деятельность по переводу Иностранной коммерческой службы из состава Государственного департамента в министерство торговли. Являлся помощником сенаторов-демократов Томаса Иглтона (1973—1977) и Гейла Макги. По версии делового журнала «Regardie’s» является одним из 100 самых влиятельных людей Вашингтона в негосударственном секторе, а газета «The Hill» в 2009 году поместила имя Манатоса на первое место по привлечению финансовых средств на реализацию политических целей. Семья Манатосов, известная своей многолетней лоббистской деятельностью, активно участвует в выработке политики Вашингтона с 1936 года. Известный своей активной деятельностью в греческой общине Соединённых Штатов, Манатос является одним из основных и самых действенных греческих лоббистов, а также одним из крупнейших политических доноров США по интересующим Грецию и Кипр вопросам. Член Американо-греческого прогрессивного просветительского союза (AHEPA). Лауреат Почётной медали острова Эллис (1999).

## Биография

### Ранние годы, семья и образование

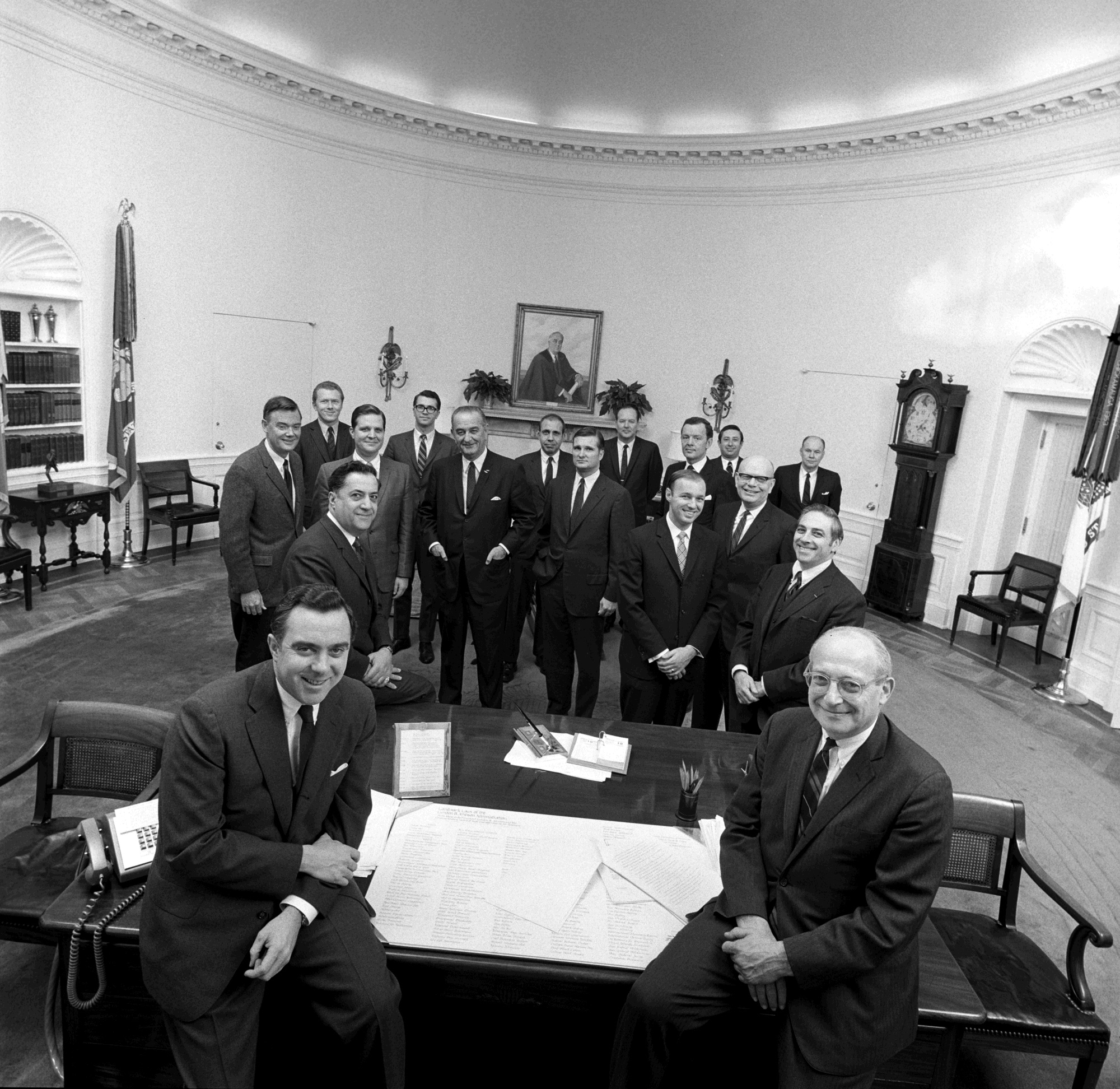
Майк Манатос (крайний слева во втором ряду) и другие члены аппарата президента Линдона Джонсона в последние дни его правления (1969)

Родился в семье, чьи предки являются выходцами с острова Крит.
Николас А. Манатакис (греч. Νικόλας Μανατάκης), дед Энди Манатоса, был очень религиозным человеком. В 1910 году, покинув свой дом в деревне Хилиомуду (Ханья), он прибыл на остров Эллис (США). Оказавшись в итоге в штате Вайоминг, работал на угольной шахте. В 2010 году семья Энди Манатоса посетила Эллис, чтобы отпраздновать 100-летие прибытия своего предка на этот остров.
Эммануил «Майк» Н. Манатос, отец Энди Манатоса, влиятельный лоббист, будучи помощником по связям с Сенатом президентов Джона Кеннеди и Линдона Джонсона, являлся первым американским греком, работавшим в Белом доме.
Окончил Американский университет с учёными степенями бакалавра (1968) и магистра (1969) гуманитарных наук в области политологии и журналистики.

### Карьера

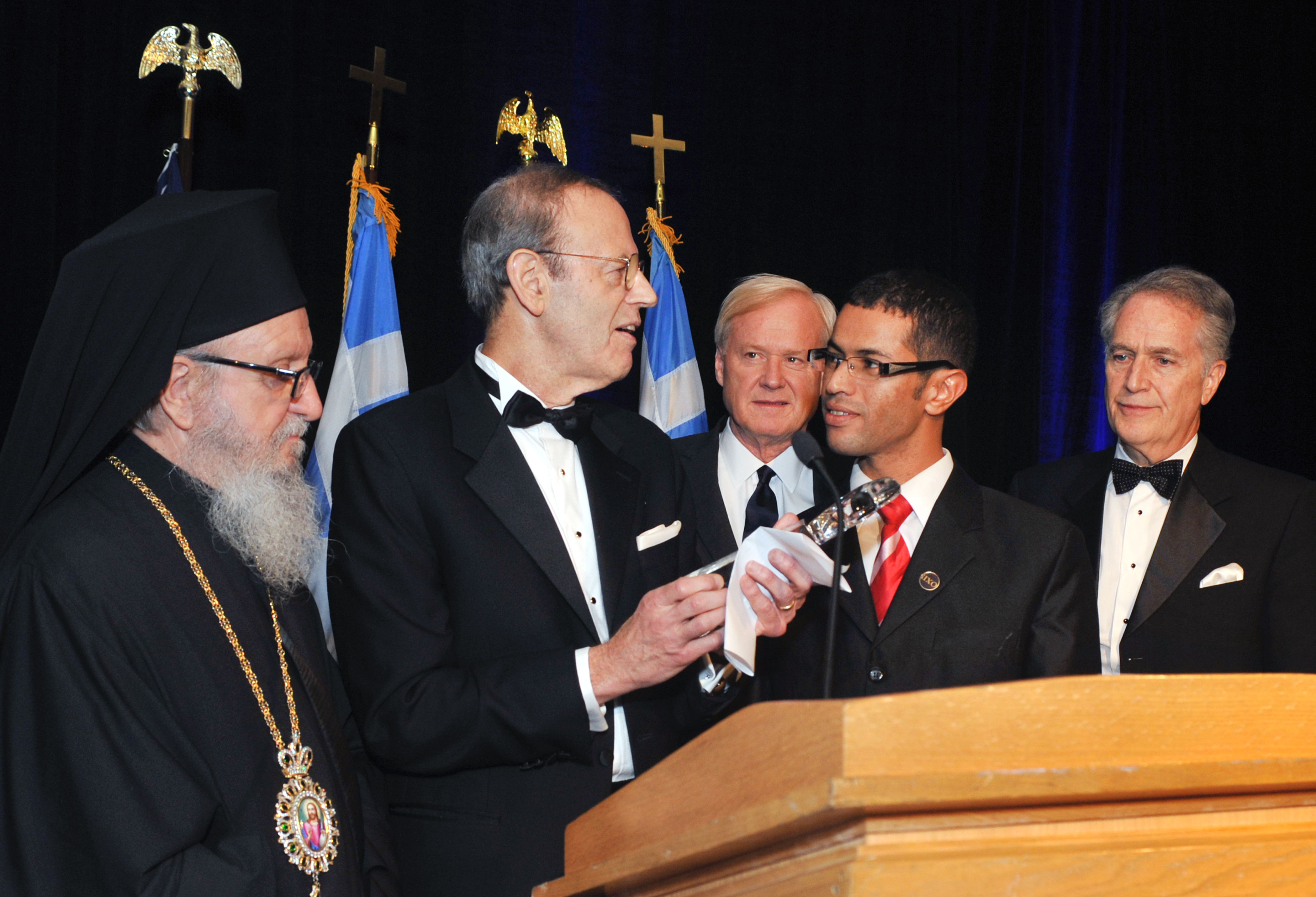
Эндрю Манатос (крайний справа) на вручении награды «Oxi Day» (2011)

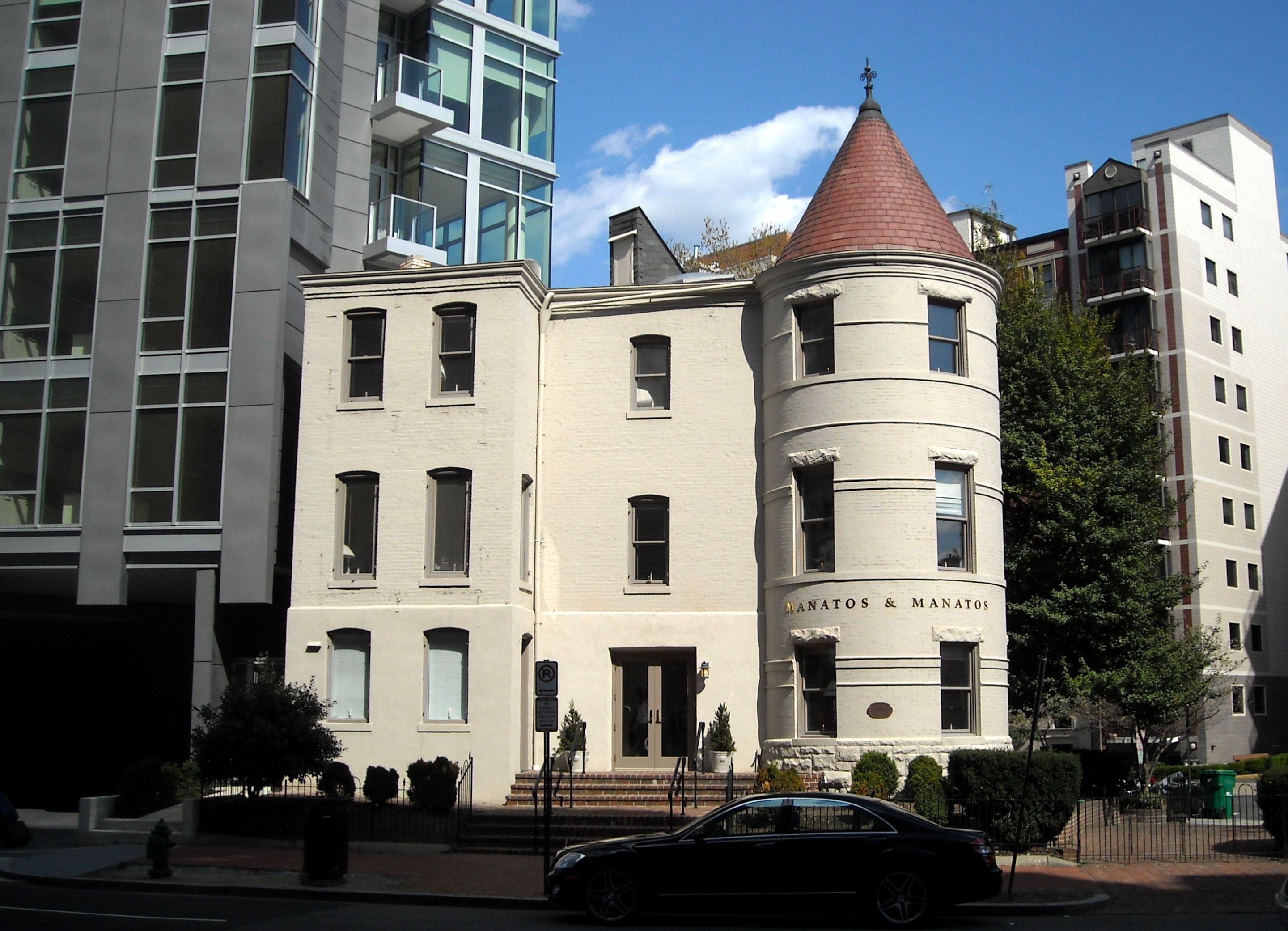
Здание офиса компании «Manatos & Manatos» в Вест-Энде (Вашингтон)

В 1969—1973 годах работал в сенатском комитете по почтовой и государственной службе.
В 1973—1977 годах — помощник директора штаба сенатского комитета по округу Колумбия и помощник по вопросам законодательства сенатора Томаса Иглтона.
В 1977—1981 годах — помощник министра торговли США в кабинете президента Джимми Картера.
В 1987—1988 годах — сопредседатель президентской кампании Майкла Дукакиса.

#### «Manatos & Manatos»
В 1983 году отец и сын Майк и Эндрю Манатосы создали фирму в области государственной политики «Manatos & Manatos».
С 1990 года Энди Манатос управляет «Manatos & Manatos» вместе со своим старшим сыном Эммануилом Э. «Майком» Манатосом, который является её президентом.
Среди клиентов «Manatos & Manatos» компании из числа «Fortune 500», иностранные государства, религиозные лидеры и Смитсоновский институт.
В 2016 году российский коммерческий банк ВТБ подписал контракт с компанией «Manatos & Manatos», с которой работает с 2015 года, с целью продвижения деловых интересов Группы ВТБ на фоне санкций со стороны США.

## Прогреческая активность
Pro bono деятельность Манатоса направлена в основном на реализацию интересов греческой общины Соединённых Штатов.
Благодаря Манатосу американские греки имеют возможность ежегодно встречаться с президентом США для решения своих вопросов. Другой из двух этнических групп США, кроме греческой, которую президент этой страны ежегодно принимает в Белом доме, является ирландская община.
С 1990-х годов Манатос сосредоточил свои усилия на поддержке Вселенского Патриархата Константинополя в современном Стамбуле (Турция). Так, он собрал 90 подписей американских сенаторов в письме к президенту США о предоставлении религиозной свободы Вселенскому Патриархату путём давления на Турцию.
Среди других достижений Манатоса награждение Вселенского Патриарха Варфоломея I Золотой медалью Конгресса США, а также совместные с руководством США усилия, направленные на вступление Кипра в состав Евросоюза путём достижения изменения позиции Франции и Германии в голосовании по этому вопросу (Кипр стал членом ЕС в 2004 году). Кроме того, с первых дней после вторжения Турции на остров он добивается вывода турецких оккупационных войск с его северной территории, а также снятия американского эмбарго на поставки оружия на Кипр.
Благодаря усилиям Энди Манатоса и известного в Вашингтоне священника Александроса (Алекса) Карлуцоса в Белом доме ежегодно проходит праздничное торжественное мероприятие, посвящённое Дню независимости Греции. Разработав соответствующее предложение и представив его на рассмотрение Конгрессу США, Манатос смог убедить законодателей принять резолюцию по этому вопросу. Тогда событие отмечалось в Овальном кабинете. Затем Том Корологос, другой американский лоббист греческого происхождения, передал это предложение президенту Рональду Рейгану. С тех пор греческая община США ежегодно отмечает этот праздник в Белом доме с участием, среди прочих, президента США.
Бывший губернатор штата Массачусетс и кандидат в президенты США Майкл Дукакис назвал Манатоса лидером греков Вашингтона.

## Членство в организациях
Эндрю Манатос является основателем и президентом некоммерческой организации «The Washington Oxi Day Foundation», миссия которой заключается в том, чтобы донести до политиков и общественности США информацию о важной роли Греции, которую она сыграла в достижении результатов Второй мировой войны, а также в прославлении современных героев, проявляющих аналогичное грекам периода войны мужество в борьбе за сохранение и продвижение свободы и демократии во всём мире. Также является членом Архиепископского совета Греческой Православной Архиепископии Америки, членом совета директоров и казначеем Общества сохранения греческого наследия (SPGH), членом совета директоров/эмерит-членом некоммерческой благотворительной организации «THEA Foundation», членом AHEPA, National Coordinated Effort of Hellenes, UHAC, Международного координационного совета «Справедливость для Кипра» (PSEKA) и других организаций греческой общины США. На протяжении многих лет является членом благотворительного фонда «Leadership 100» Греческой Православной Архиепископии Америки, оказывающего поддержку организациям Американской архиепископии в продвижении и развитии греческого православия и эллинизма в США. Фонд был создан в 1984 году под эгидой архиепископа Иакова.

## Награды
Манатос был удостоен самой высокой награды от архиепископа Американского — Ордена святого Павла, а также Константинопольским Патриархом был принят в Орден святого апостола Андрея, получив оффикий (титул) архонта депотатоса Вселенского Патриархата Константинополя за заслуги перед Церковью. Среди других наград Манатоса Почётная медаль острова Эллис (1999), Награда от греческой некоммерческой организации «The Smile Of The Child» (2013), Награда «Outstanding Public Advocacy» от Американо-греческого прогрессивного просветительского союза за десятилетия работы в Вашингтоне на благо эллинизма и православия (2013), Премия за жизненные достижения от греческой организации «Alpha Omega Council» (2016) и др.

## Личная жизнь
С 1967 года женат на Тине Дж. Вебер, в браке с которой имеет сыновей Майка, Ника, Тома и Джорджа. Имеют восемь внуков. Проживают в Вашингтоне (округ Колумбия).